# Magne de Coni
Saint Magne de Coni (italien : San Magno) est un saint de l'Église catholique vénéré en tant que martyr et membre de la légendaire légion thébaine. Le centre de son culte est situé dans le sanctuaire de montagne Santuario di San Magno, dans la vallée Grana, à Castelmagno, dans la province de Coni. Il est fêté le 19 août.

## Légende
La tradition locale fait de lui un soldat de la légion thébaine, commandée par saint Maurice. La Légion aurait été décimée à Agaunum en 286, mais Magne s’enfuit dans les montagnes du Piémont pour prêcher la religion chrétienne dans les Alpes. Il a finalement été martyrisé et enterré à l'endroit désormais occupé par le sanctuaire de San Magno. L'église, cependant, a peut-être été édifiée sur le site d'un ancien temple dédié au dieu romain Mars. L'église actuelle a été bâtie entre 1704 et 1716, dans un style baroque piémontais, mais son intérieur conserve encore des fresques des XVe et XVIe siècles.

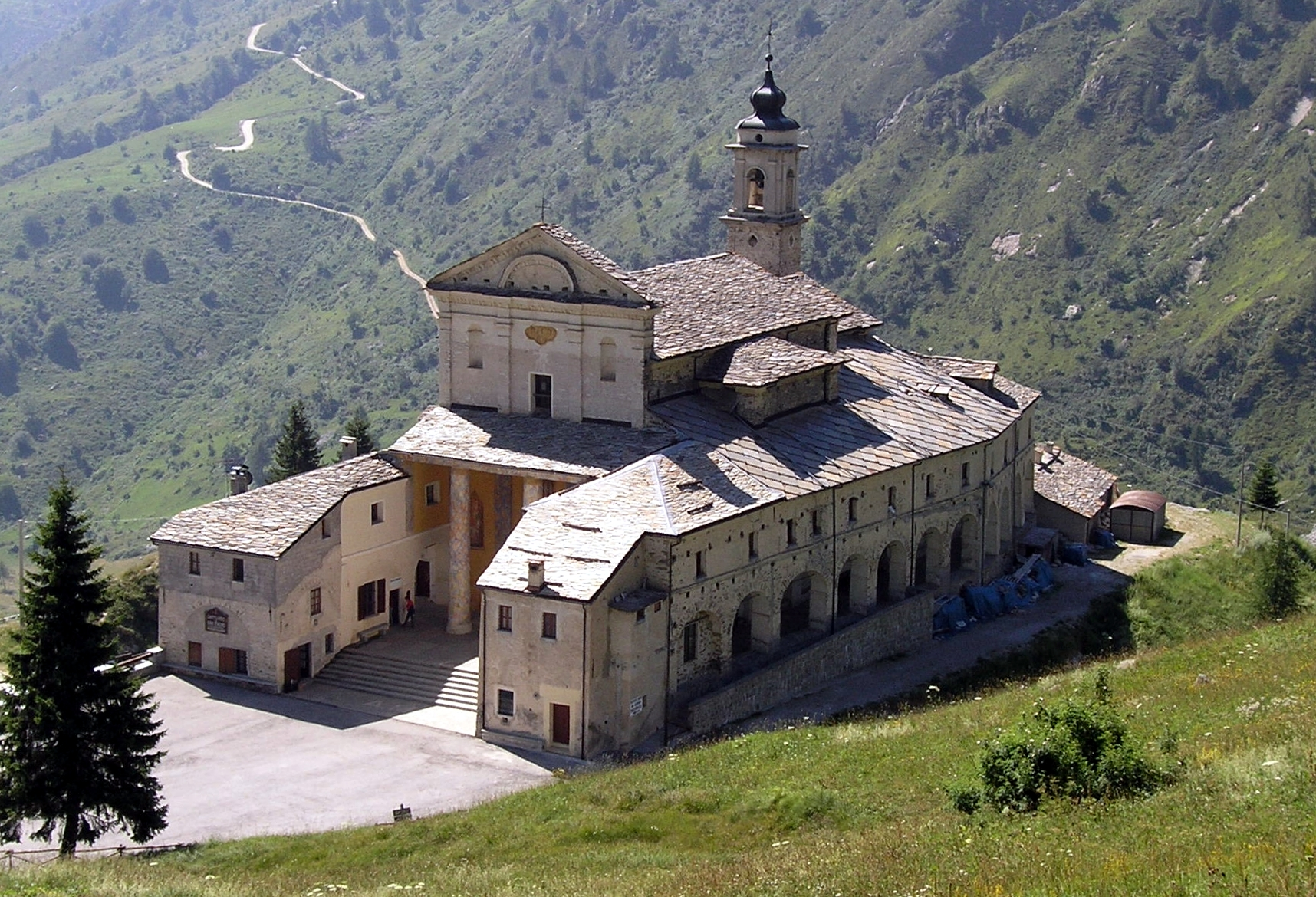
Sanctuaire du saint à Castelmagno, dans la province de Coni.

Comme Damiano Pomi le fait remarquer, aucun document, ni aucune preuve archéologique ne vient étayer le lien entre Magne et la légion thébaine. Similaire aux cultes de Saint Chiaffredo à Crissolo, Saint Bessus à Val Soana, Saint Tegulus à Ivrée, Saint Constantus à Villar San Costanzo et Saint Dalmatius à Borgo San Dalmazzo, le culte de saint Magne a probablement été rattaché à celui de la Légion thébaine pour conférer un caractère antique à un saint local sur lequel rien n'était vraiment connu.
Magne a été identifié avec Magne de Füssen (Mang), un moine plus tardif portant le même nom, associé au monastère bavarois de Füssen, et dont le culte aurait été propagé au sud du Piémont par les bénédictins. Cependant, en raison de son association avec la légion thébaine, Magne fut représenté comme un soldat romain tenant une bannière et la palme du martyre. Il ne faut pas le confondre avec Magne d'Anagni, dont le jour de fête a lieu le même jour.